# 胡夏廷 (特諾皮爾州)
胡夏廷（羅馬化：Husiatyn），或按俄语读音译为古夏京，是烏克蘭西部捷爾諾波爾州喬爾特基夫區胡夏廷市镇内的鎮及其行政中心。亦曾是原胡夏廷區的行政中心。面積35平方公里，海拔高度300米，2022年人口数量为7034人，人口密度每平方公里201人。

## 历史
胡夏廷于1431年建村，1559年被授予了马格德堡权利（此时隶属波兰立陶宛联邦）。但16世纪70年代遭到突厥人和鞑靼人的攻击，1583年重建。在俄波战争 (1654年—1667年)期间，胡夏廷曾于1655年被俄罗斯帝国和乌克兰哥萨克酋长国联军占领，但在1667年战争结束后，仍跟随右岸乌克兰继续归属波兰立陶宛联邦。
1672年至1683年间，奥斯曼帝国亦曾占领胡夏廷。瓜分波兰之后，胡夏廷归奥地利帝国统治（1810年至1815年曾短暂由俄罗斯帝国占领）。1902年至1903年曾发生罢工。1905年俄国革命对胡夏廷也产生了影响，农民发动了罢工，但被奥匈帝国镇压。第一次世界大战爆发前，胡夏廷约有六千名居民。战争爆发后，俄罗斯军队在1914年8月攻占了胡夏廷，但奥匈帝国在1917年9月重新占领了胡夏廷。
1918年11月奥匈帝国崩溃后，胡夏廷为西乌克兰人民共和国实际统治，1920年秋天苏联红军曾短暂占领胡夏廷。但根据1921年的《里加和约》，胡夏廷划归为波兰第二共和国领土。波兰统治期间，乌克兰语的使用受到波兰当局的压制。1939年9月，苏联将波兰东部并入乌克兰苏维埃社会主义共和国，并在同年12月设胡夏廷区、并建立了乌克兰共产党的地方党支部和共青团。苏联还将教会和地主的土地分配给无地农民，几十户农民加入集体农庄。
苏德战争爆发后，1941年7月6日德军攻占胡夏廷，攻占当天就抓走了200名犹太人，大多被送入集中营或直接处决；到了次年3月，村中剩余的犹太人也被投入集中营。
1944年3月23日至24日，苏联乌克兰第一方面军第四坦克军收复了胡夏廷等10座村镇。第45近卫坦克旅被授予波格丹·赫梅利尼茨基勋章。三年占领期间，胡夏廷在战火中被摧毁了大约100所房屋，其中包括行政大楼、文化宫和图书馆等，这些建筑在之后得到重建，但当地的乌克兰反抗军则通过杀死共产党员、威胁农民等方式继续反抗苏联。1947年集体农庄得到重建。1961年升格为市级镇。
苏联解体后，胡夏廷归属于乌克兰。1995年政府同意当地的机械厂私有化。2020年7月，伴随乌克兰行政区划改革，胡夏廷随胡夏廷区整体并入乔尔特基夫区。2024年3月16日，胡夏廷的英雄纪念馆揭幕。

## 人口
1989年苏联人口普查时有6618人，2001年乌克兰人口普查时有6506人（其中以乌克兰语为母语的有6386人，以俄语为母语的93人），2013年人口7147人，2022年人口7034人。

## 图集

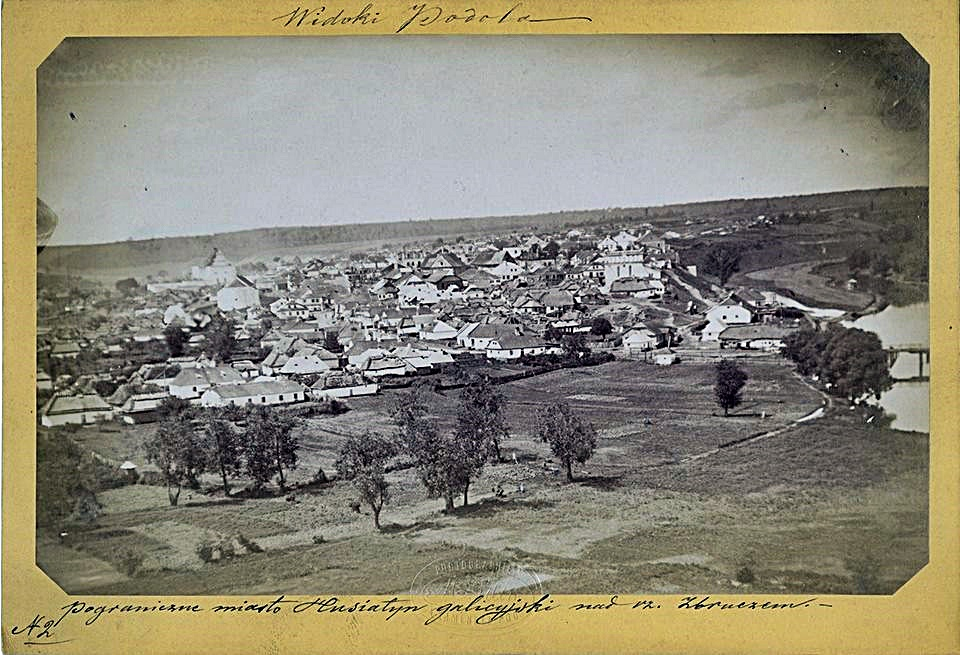
1875年的胡夏廷
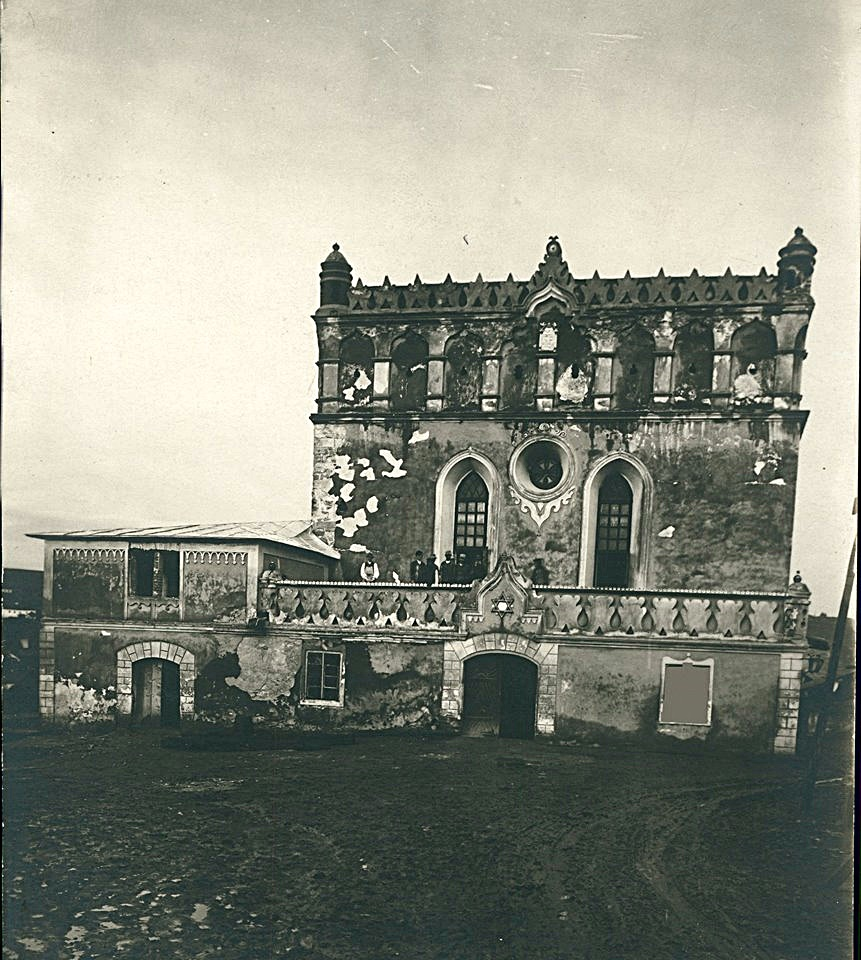
1910年的犹太会堂
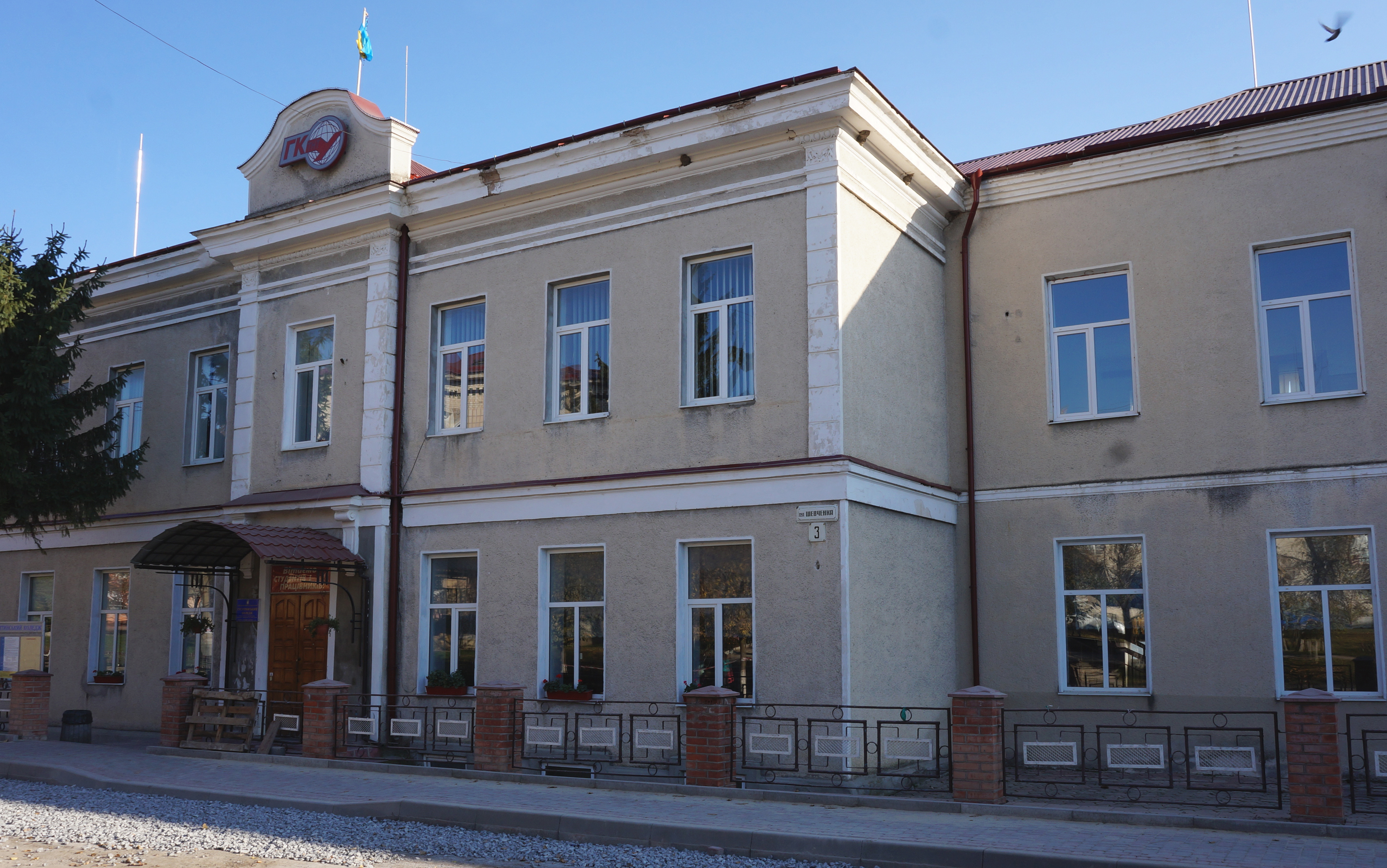
胡夏廷政府大楼
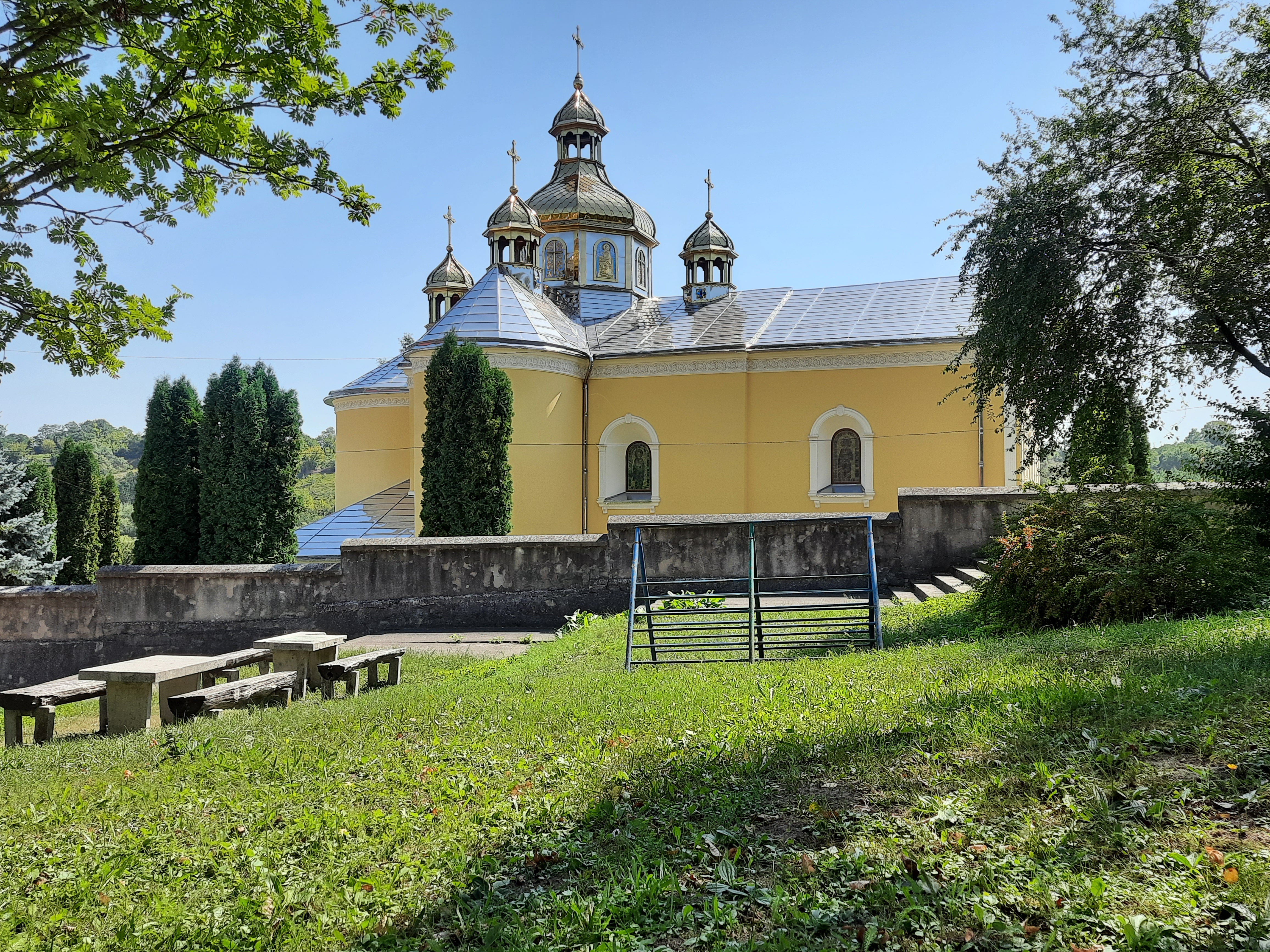
东正教堂
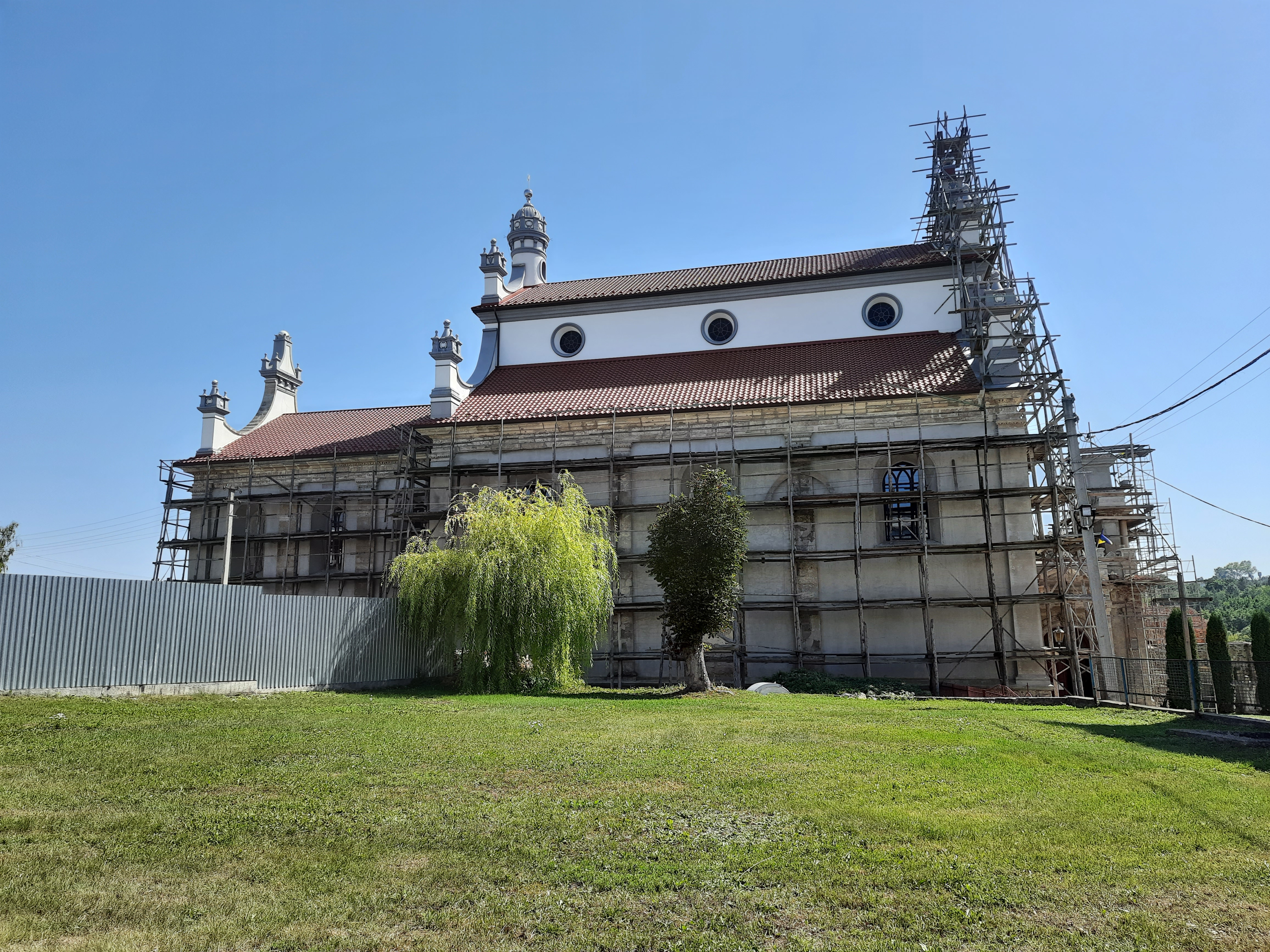
天主教堂
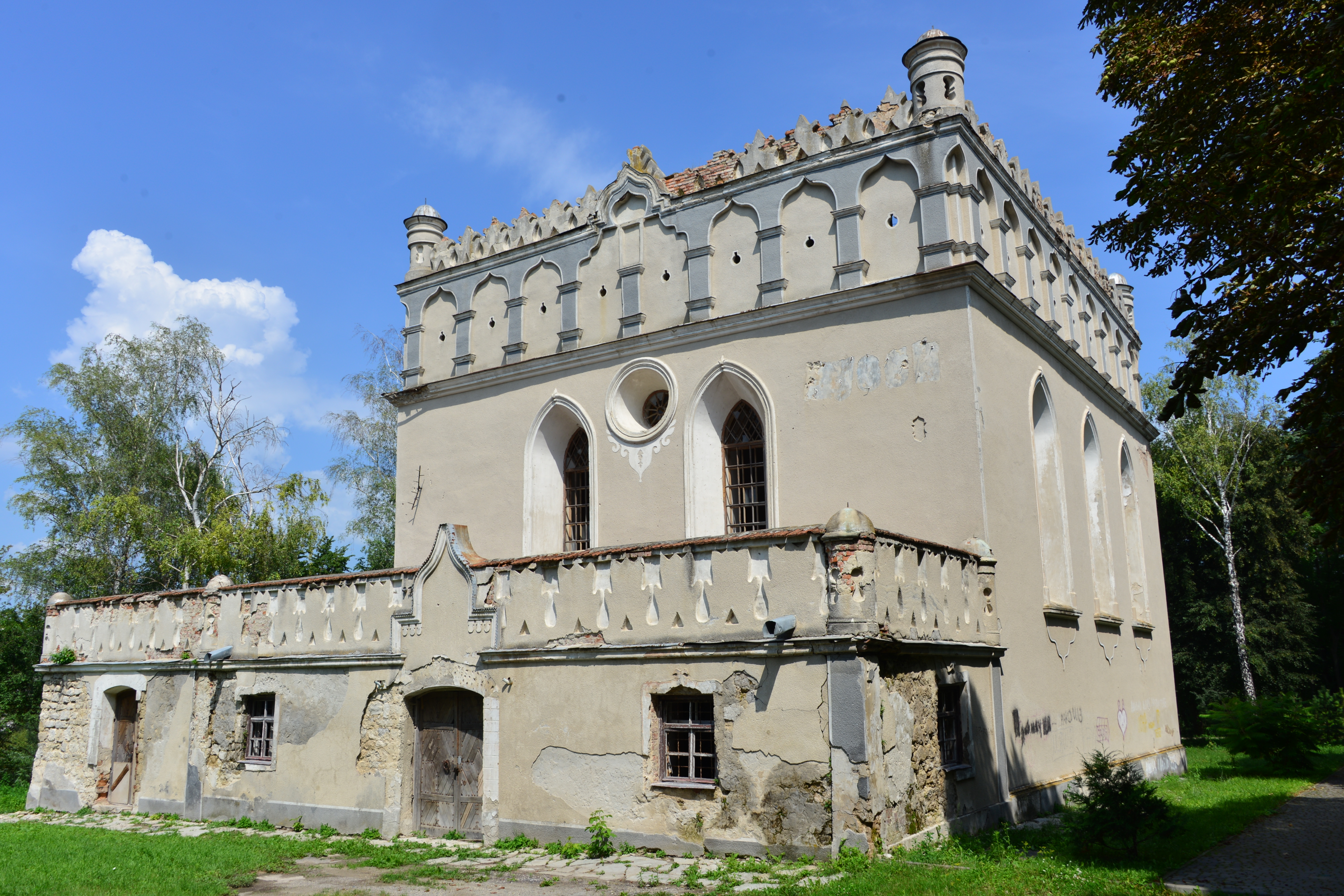
犹太会堂（转做博物馆）
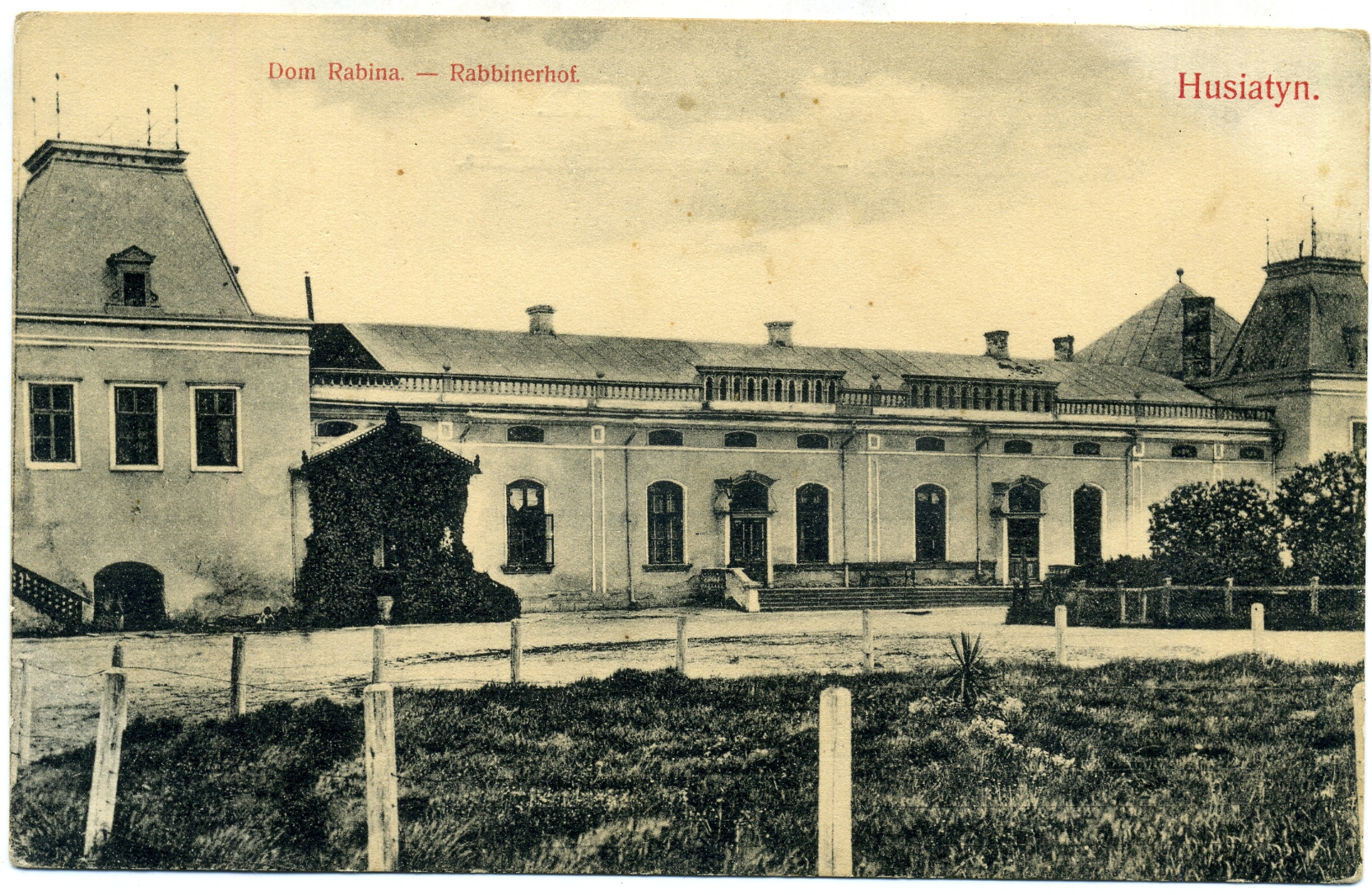
拉比的房子
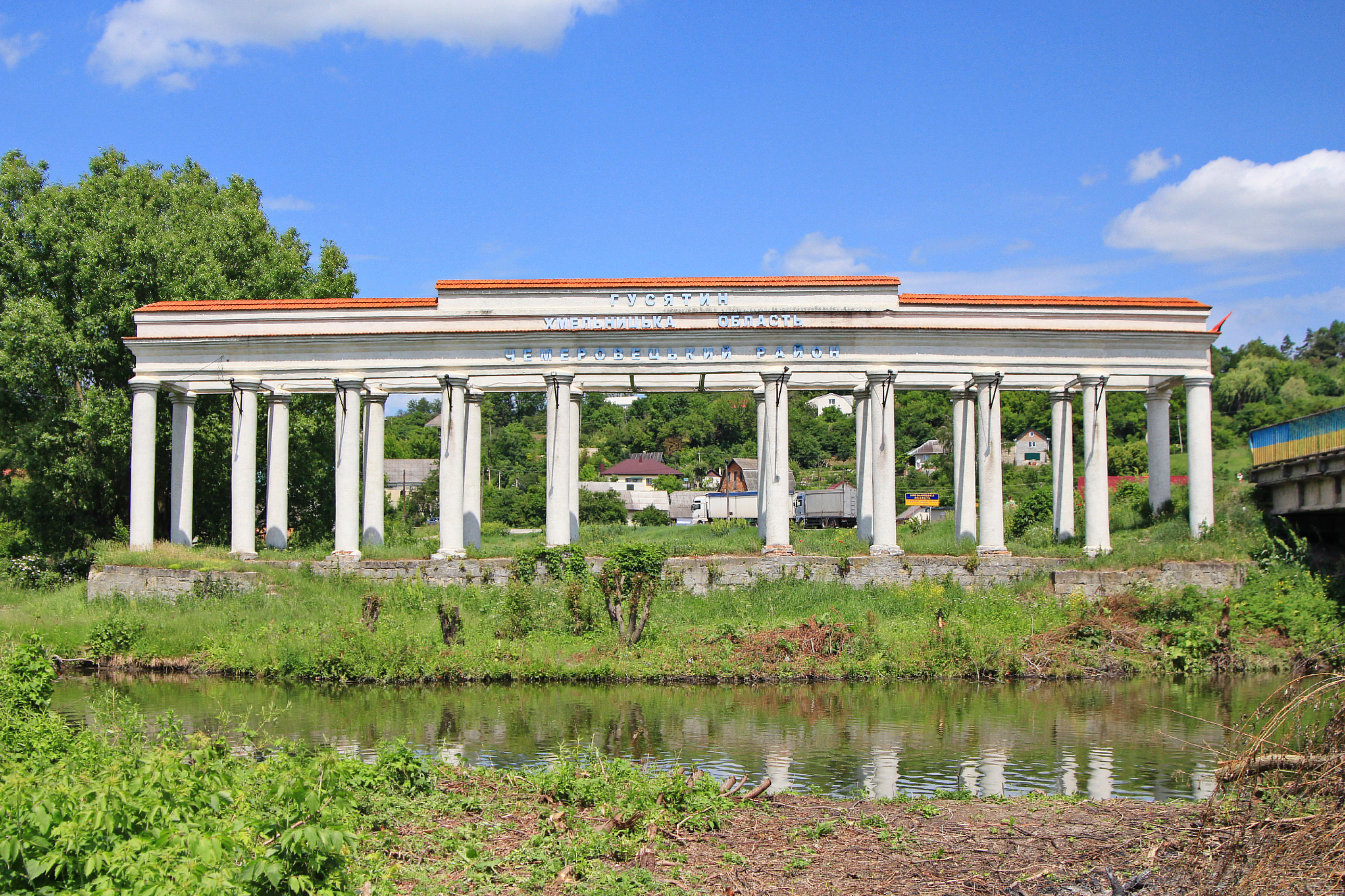
廊柱
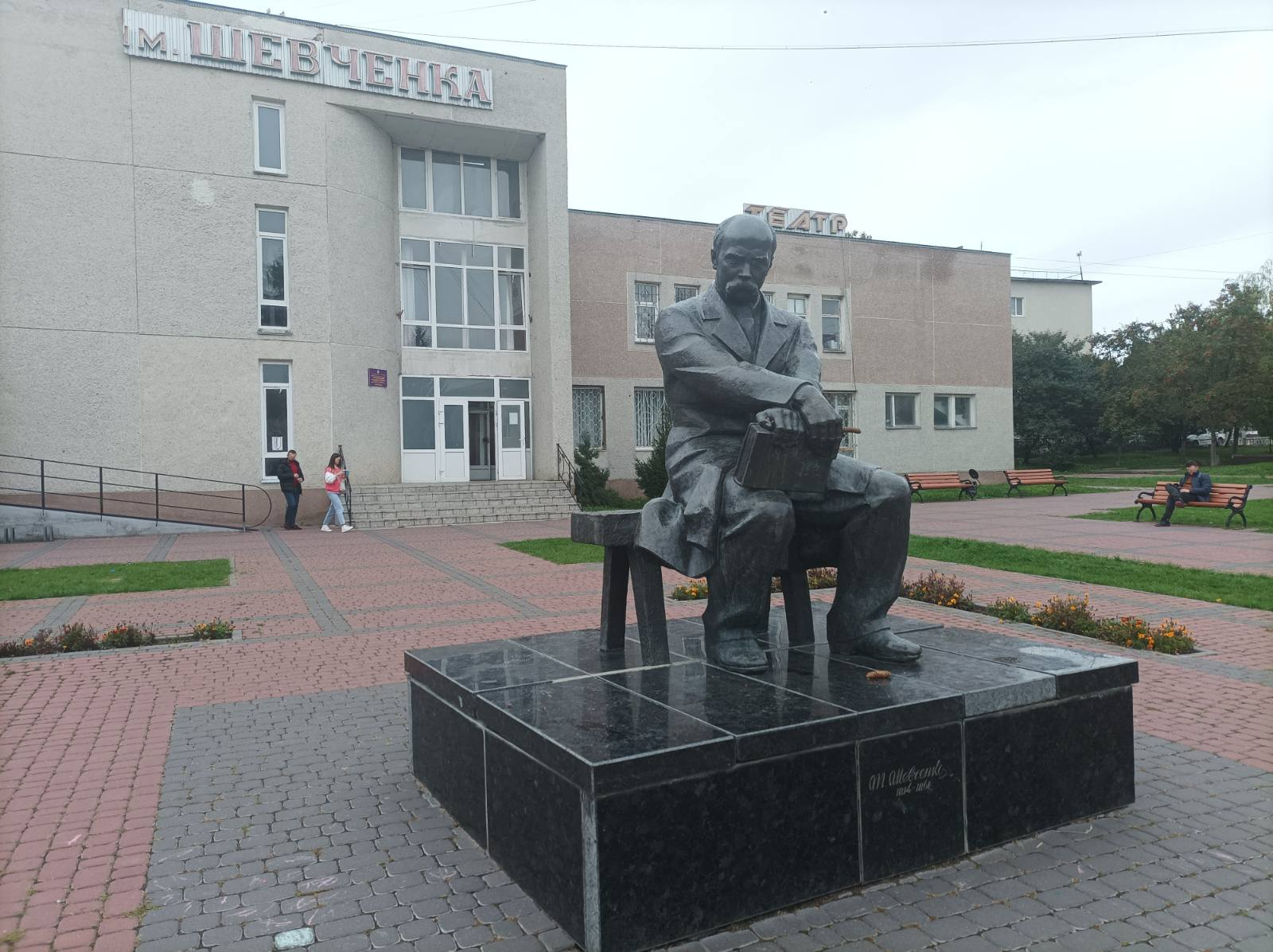
塔拉斯·舍甫琴科的雕塑